# Kulturnews
Kulturnews ist eine monatlich erscheinende Kulturzeitschrift.

## Geschichte
Kulturnews erschien erstmals im November 1990 als Stadtmagazin für Marburg und trug den Untertitel „Kulturnews – Sinn für Kunst, Kultur und Freizeit“. Hervorgegangen war die Idee aus einem Kulturklub, der Veranstaltungen in der Stadt organisierte. Mit der Gründung des herausgebenden bunkverlags im Jahr 1994 verlagerte die Redaktion ihren Sitz nach Hamburg. Einhergehend mit diesem Schritt wurde aus Kulturnews ein überregionales Magazin. Die Zeitschrift berichtet über die Themen Musik, Kunst, Buch, Bühne und Film.

## Vertrieb
Die Zeitschrift erscheint jeweils am letzten Donnerstag des Monats. Der Vertrieb erfolgt in Kinos, Musikclubs, Szenelokalen und Bühnenbetrieben. 2009 hatte das Magazin eine Auflage von 220.000 Exemplaren und war bis zum Quartal 4/2009 bei der IVW gemeldet. 2012 waren es noch 200.000 Exemplare und rund 500.000 Leser. Das Filmmagazin kulturmovies wird bundesweit vor allem in Arthouse- und Programmkinos vertrieben. Als Beilage der Kulturnews erscheinen mehrmals im Jahr Sonderhefte, beispielsweise ein Festivalführer.

## Kulturnews digital
Es gibt als eigenständiges Onlinemagazin die Internetseite Kulturnews.de.

## Podcasts
Seit 2019 werden Podcasts produziert. Die Podcasts „Büchergespräch“ und „Hardboiled Heuner“ (Krimis) erscheinen auf Streamingportalen.